# Łomna (Sokołów)
Pour les articles homonymes, voir Łomna.
Łomna  [ˈwɔmna] est un village polonais de la gmina de Kosów Lacki dans le powiat de Sokołów et dans la voïvodie de Mazovie, au centre-est de la Pologne.
Il se situe à environ de 6 kilomètres au sud-est de Kosów Lacki, 19 kilomètres au nord de Sokołów Podlaski et à 91 kilomètres au nord-est de Varsovie.